# Куре
Куре (јап. 呉市) град је у Јапану у префектури Хирошима. Према попису становништва из 2005. у граду је живело 251.009 становника.

## Становништво
Према подацима са пописа, у граду је 2005. године живело 251.009 становника.
| 1995.   | 2000.   | 2005.   |
| ------- | ------- | ------- |
| 270.179 | 259.224 | 251.009 |